# Fræna
Gmina Fræna (norw. Fræna kommune) – norweska gmina leżąca w regionie Møre og Romsdal. Jej siedzibą jest miasto Elnesvågen.
Fræna jest 252. norweską gminą pod względem powierzchni.

## Demografia
Według danych z roku 2005 gminę zamieszkuje 9023 osób. Gęstość zaludnienia wynosi 24,55 os./km². Pod względem zaludnienia Fræna zajmuje 118. miejsce wśród norweskich gmin.
| ludność stan na 1 stycznia 2005 |         |           |       |
|                                 | kobiety | mężczyźni | razem |
| osób                            | 4570    | 4453      | 9023  |
| %                               | 50,65%  | 49,35%    | 100%  |

| wykształcenie stan na 1 października 2004 |        |         |        |        |
|                                           | podst. | średnie | wyższe | niezn. |
| osób                                      | 1863   | 4111    | 908    | 105    |
| %                                         | 26,66% | 58,84%  | 13%    | 1,5%   |

## Edukacja
Według danych z 1 października 2004:
- liczba szkół podstawowych (norw. grunnskolar): 8
- liczba uczniów szkół podst.: 1352

## Władze gminy
Według danych na rok 2011 administratorem gminy (norw. rådmann) jest Per Øvermo, natomiast burmistrzem (norw. ordfører, d. borgermester) jest Kjell Lode.